# Rifaije
Rifai ili Rifa'i, također Rifa'iyya ili Rifa'iya) (arapski, الرفاعية) su derviši rifajiskog tarikata (derviškog reda) koji je osnovao Ahmed al-Rifa'i.
Red je osnovan u močvarama Donjeg Iraka između Vasita i Basre. Najveću popularnost je uživao do 15. stoljeća, nakon čega je primat prepustio kadirijama. Danas je posebno uticajan u Kairu. Najpoznatija karakteristika rifaije je njihov način praktikovanja slavljenja Boga (Zikra), prilikom kojeg oni probadaju svoje lice iglama, a često njihov zikr uključuje i igre s vatrom. 
Rifaije djeluju i na području Balkana.

## Vanjske povezice
- Osnovno dervišikim redovima